# 野口旭
野口 旭（のぐち あさひ、1958年3月17日 - ）は、日本の経済学者。日本銀行政策委員会審議委員。専修大学経済学部教授。専門はマクロ経済、経済政策、国際金融。
日本のデフレーション脱却を果たすために、インフレターゲットの設定を主張していた。

## 経歴
北海道生まれ。1976年神奈川県立横須賀高等学校卒業。1982年東京大学経済学部卒業。1988年東京大学大学院経済学研究科博士課程単位取得満期退学。同年専修大学経済学部講師。助教授を経て、教授。2003年-2004年イェール大学国際地域研究センター研究員。2021年博士取得（経済学・中央大学）。
2021年4月1日、日本銀行政策委員会審議委員に就任。

## 著書

### 単著
- 『経済対立は誰が起こすのか―国際経済学の正しい使い方』 1998年1月、筑摩書房［ちくま新書］、ISBN 978-4480057419
- 『間違いだらけの経済論』 1999年1月、ごま書房、ISBN 978-4341081942
- 『誰にも聞けなかったニュースの経済』 2002年4月、日本経済新聞社、ISBN 978-4532149703
- 『経済学を知らないエコノミストたち』 2002年6月、日本評論社、ISBN 978-4535552845
- 『ゼロからわかる経済の基本』 2002年12月16日、講談社［講談社現代新書］、ISBN 978-4061496415
- 『「経済のしくみ」がすんなりわかる講座』 2003年2月、ナツメ社、ISBN 978-4816334023
- 『経済論戦―いまここにある危機の虚像と実像』 2003年5月、日本評論社、ISBN 978-4535553491
- 『エコノミストたちの歪んだ水晶玉―経済学は役立たずか』 2006年3月、東洋経済新報社、ISBN 978-4492394571
- 『グローバル経済を学ぶ』 2007年5月、筑摩書房［ちくま新書］、ISBN 978-4480063632
- 『世界は危機を克服する―ケインズ主義2.0』 2015年2月、東洋経済新書、ISBN 978-4492444115
- 『反緊縮の経済学―緊縮vs.反緊縮の終わりなき闘い』 2021年8月、東洋経済新報社、ISBN 978-4492315361

### 共著
- 『国際経済学―理論と現実』（共著：高増明）1997年4月、ナカニシヤ出版、ISBN 978-4888483261
- 『構造改革論の誤解』（共著：田中秀臣）2001年12月、東洋経済新報社、ISBN 978-4492393611
- 『エコノミスト・ミシュラン』（共著：田中秀臣、若田部昌澄[5]）2003年10月、ナカニシヤ出版、ISBN 978-4872337952
- 『昭和恐慌の研究』（編著：岩田規久男）2004年3月、東洋経済新報社、ISBN 978-4492371022
- 『経済政策形成の研究―既得観念と経済学の相克』（共著：浜田宏一、若田部昌澄、中村宗悦、田中秀臣、浅田統一郎、松尾匡）2007年9月、ナカニシヤ出版、ISBN 978-4779501968
- 『危機の中で〈ケインズ〉から学ぶ――資本主義とヴィジョンの再生を目指して』（編集：ケインズ学会）2011年12月1日、作品社、ISBN 978-4861823572
- 『変貌する現代国際経済』（共著：田中秀臣）2012年2月、専修大学出版局、ISBN 978-4881252642

### 編集
- 『経済学における正統と異端―クラシックからモダンへ』（著:平井俊顕）1995年8月、昭和堂 ISBN 978-4812295038

### 翻訳
- 『Mathematica 経済・金融モデリング』1996年12月、トッパン ISBN 978-4810189162